# Jacqueline Badran
Jacqueline Badran, née le 12 novembre 1961 à Sydney (originaire d'Auswil et Zurich, double nationale suisso-australienne), est une personnalité politique suisse, membre du parti socialiste. 
Elle est députée du canton de Zurich au Conseil national depuis fin 2011.

## Biographie
Fille cadette d'un homme d'affaires libanais de confession chrétienne et d'une mère zurichoise binationale germano-suisse, Jacqueline Badran naît à Sydney, en Australie, le 12 novembre 1961. Elle a également la nationalité australienne.
Son père avait émigré en Océanie dans les années 1920 et fondé une entreprise de textile jusqu'à devenir le plus grand propriétaire d'entreprises australien. Sa mère ne se plaisant plus en Australie, la famille s'installe à Zurich en 1966 dans le quartier huppé de Zürichberg. Souffrant de ne pas être reconnu en Suisse, son père retourne s'installer seul au Liban en 1973, où il meurt après avoir perdu sa fortune au cours de la guerre civile. Deux ans plus tard, en 1975, sa mère rencontre un comte florentin, Gianfranco Fabbricotti, petit-neveu de Franklin Roosevelt. Grâce à ce beau-père, l'adolescente Jacqueline Badran se passionne pour le bridge et découvre la haute société. Après avoir obtenu sa maturité de type B en 1980, elle séjourne deux ans en Australie, où elle travaille dans une ferme équestre et comme ferrailleuse sur des chantiers.
Revenue à Zurich, elle entame en 1982 des études de biologie à l'Université de Zurich, qu'elle finance elle-même en faisant de petits boulots dans la construction et comme ouvreuse au cinéma et en donnant des cours de ski. Après avoir obtenu son diplôme, elle travaille quelques années dans le domaine de la protection de la nature et dans une assurance, puis se lance en 1994 dans de nouvelles études à l'Université de Saint-Gall, où elle décroche une licence en économie et sciences politiques. Elle travaille alors dans l'administration publique, d'abord pour la promotion économique du canton de Saint-Gall puis dans l'administration des finances du canton de Zurich,. En 2000, elle crée avec deux associés une entreprise dans le domaine de l'informatique, Zeix AG,.
En novembre 2001, elle est à bord de l'avion Crossair en provenance de Berlin qui s'écrase à Bassersdorf, mais s'en sort avec de légères contusions : par chance, elle s'était mise tout à l'arrière de l'avion avant le décollage alors qu'elle aurait dû être assise à un endroit de la cabine où tous les passagers trouvèrent la mort. Jacqueline Badran avait déjà survécu à une avalanche en 1993 en Engadine, été sauvée de la noyade à l'âge de 3 ans au Tessin et évité de peu une chute d'un balcon de 15 mètres dans son enfance. En février 2014, elle se fracture le crâne lors d'un cours de danse.
Elle est mariée à Victor Kemper Badran, ancien coursier à vélo hollandais et comptable, rencontré lors de leurs études de biologie à l'Université de Zurich. Ils vivent depuis 2006 dans un appartement en propriété par étages, dans le quartier zurichois de Wipkingen.
Elle a joué pendant des années au basketball à haut niveau (ligue nationale B, meilleure marqueuse lors de sa dernière année de compétition).

## Parcours politique
Elle commence à s'intéresser à la politique à l'âge de 18 ans, à l'époque des mouvements de révolte de la jeunesse zurichoise, ce qui la conduit à adhérer au Parti socialiste zurichois en 1992 après avoir longuement hésité avec Les Verts. Elle est élue en 2002 au législatif de la ville de Zurich, puis réélue en 2006 et 2010 : elle y siège du 10 avril 2002 au 30 novembre 2011, d'abord au sein de la commission de gestion puis au sein de la commission de l’aménagement du territoire. Elle combat notamment en 2018 le projet de nouveau stade du Hardturm.
Elle est élue en 2011 au Conseil national, puis réélue en 2015, 2019 et 2023 (année où elle reçoit le plus de suffrages du pays). Lors de ces dernières élections, elle est non seulement la mieux élue de son parti, alors qu'elle figurait en troisième position sur la liste, mais aussi la « reine du panachage » de son canton, obtenant quelque 30 000 voix  sur 110 000 en dehors de son parti (dont 3 000 d'électeurs du PLR et 1 800 d'électeurs de l'UDC),. Elle siège au sein de la Commission de l'environnement, de l'aménagement du territoire et de l'énergie (CEATE) jusqu'en décembre 2018, puis au sein de la Commission de l'économie et des redevances (CER) depuis décembre 2018 et au sein de la Commission de politique extérieure (CPE) depuis décembre 2019. Elle est notamment active sur les questions d'égalité en matière immobilière et fiscale.
Elle est membre du comité directeur du Parti socialiste zurichois pendant sept ans. Elle participe à la création du comité interpartis « ProLexKoller », qui milite pour le maintien de la loi fédérale sur l'acquisition d'immeubles par des personnes à l'étranger, et en assure la présidence depuis 2007,. Elle fait également partie du comité directeur de l'Association suisse des locataires depuis 2012.
En avril 2021, elle se déclare candidate à l'élection au Conseil d'État zurichois en 2022, mais y renonce un mois plus tard.